# Botryophora
Botryophora é um género botânico pertencente à família Euphorbiaceae.

## Simbologia
- Botryospora B.D. Jacks
- Botryphora Post & Kuntze

## Espécie
Botryophora geniculata (Miq.) Beumee ex Airy Shaw

## Nome e referências
Botryophora Hook.f.